# Acanthobrama centisquama
Acanthobrama centisquama är en fiskart som beskrevs av Heckel, 1843. Acanthobrama centisquama ingår i släktet Acanthobrama och familjen karpfiskar. IUCN kategoriserar arten globalt som starkt hotad. Inga underarter finns listade i Catalogue of Life.